# ميك كوان
ميك كوان (بالإنجليزية: Mick Cowan)‏ هو لاعب قذف أيرلندي، ولد في 1948 في Templetuohy ‏ في جمهورية أيرلندا، وتوفي في 10 مايو 2010 في Borrisoleigh ‏ في جمهورية أيرلندا.